# Witold Grabowski

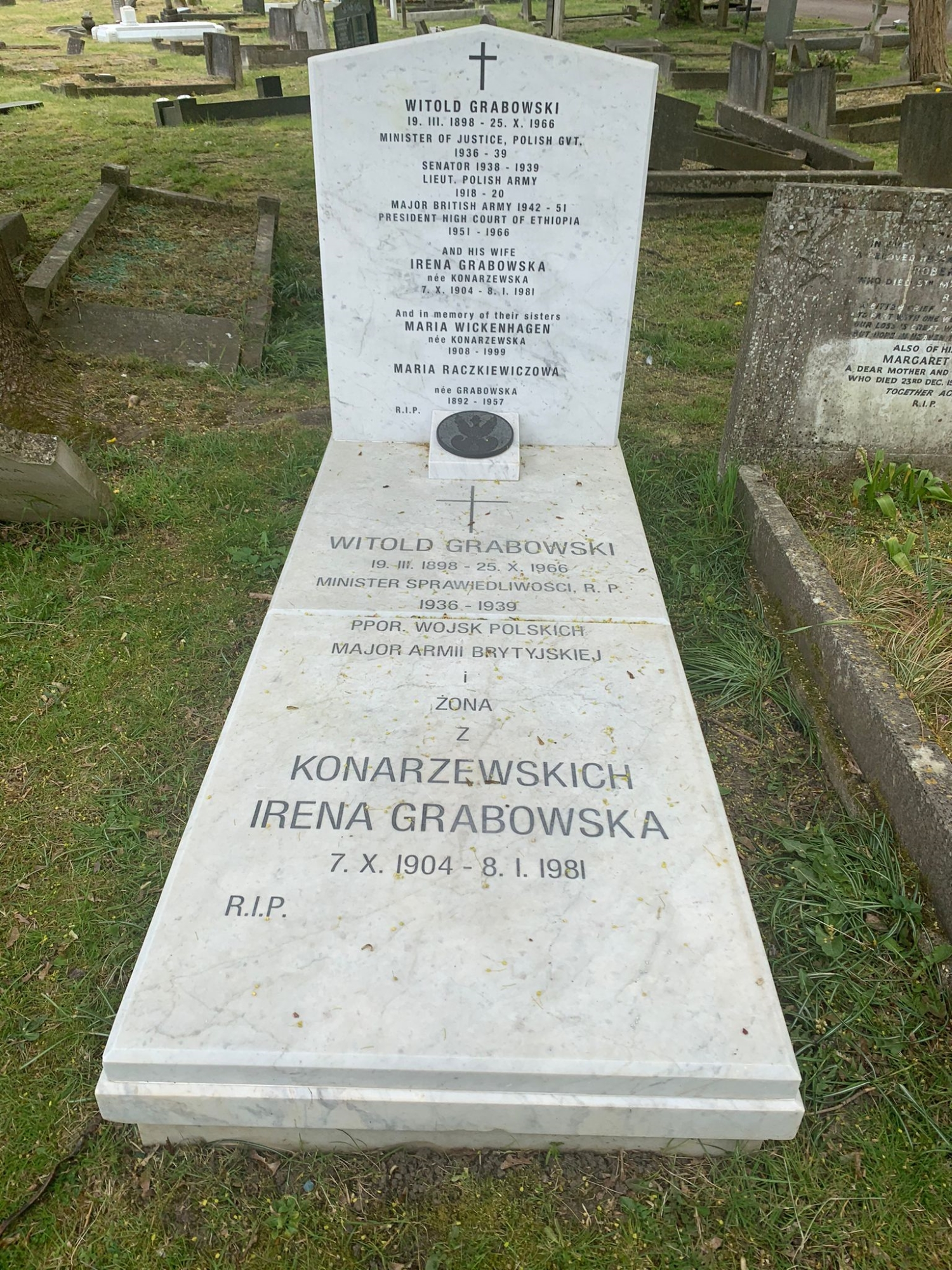
Grób Witolda Grabowskiego

Witold Jerzy Grabowski (ur. 19 marca 1898 w Suchumi, zm. 25 października 1966 w Londynie) – polski prawnik, minister sprawiedliwości, naczelny prokurator od 16 maja 1936 do 30 września 1939, oskarżyciel w procesie brzeskim.

## Życiorys
Był synem Włodzimierza Romana i Janiny z domu Kossowskiej. Do gimnazjum uczęszczał w Batumi i Rostowie nad Donem, którą Szkołę średnią ukończył z odznaczeniem. Egzamin maturalny zdał 2 maja 1915 r. Następnie rozpoczął studia medyczne na Uniwersytecie Warszawskim w Rostowie (ewakuowanym z Warszawy), które przerwał po dwóch latach nauki. W tym czasie był członkiem organizacji Polska Młodzież Akademicka „Polonia”. Następnie studiował prawo. Został aresztowany przez bolszewików w Rostowie i skazany na śmierć, lecz uciekł przed wykonaniem kary. Ponownie aresztowano go w Taganrogu, jednak jeszcze raz zbiegł. Porzucił studia prawnicze.

### Lata 1915-1920
W czasie wojny domowej w Rosji walczył w 4 Dywizji Strzelców Polskich pod komendą gen. Żeligowskiego na Kubaniu i w 14 Pułku Ułanów Jazłowieckich. Brał udział w walkach na Kubaniu; przez Odessę i Rumunię przybył do Polski. W 1919 r. podjął pracę jako referent werbunkowo-zaciągowy w Zarządzie Cywilnym Ziem Wschodnich okręgu mińskiego Otrzymał dzięki Władysławowi Raczkiewiczowi.

### II Rzeczpospolita
W 1920 r. ochotniczo wstąpił do Wojska Polskiego, gdzie służył w randze podoficera w 216. Pułku Artylerii Polowej, biorąc udział w walkach o Wilno. Trzy lata później został przeniesiony do rezerwy w stopniu podporucznika.
Po zakończeniu służby wojskowej pracował w Departamencie Administracji Zarządu Terenów Przyfrontowych i Etapowych oraz Delegaturze Rządu Rzeczypospolitej Polskiej przy rządzie tzw. Litwy Środkowej ( 20.12.1920 r. – 16.09.1921 r.), skąd przeszedł do Delegatury Okręgowej Izby Kontroli Państwa w Wilnie. Tam 25 lutego 1924 r. ukończył studia prawnicze na Uniwersytecie Stefana Batorego. 4 lipca minister sprawiedliwości mianował go aplikantem w Sądzie Apelacyjnym w Wilnie. Dwa lata później ukończył aplikację sądową. W tym samym roku został p.o. podprokuratora w Sądzie Okręgowym w Warszawie. W 1927 r. objął tożsame stanowisko w Piotrkowie Trybunalskim, a w 1928 r. mianowano go wiceprokuratorem Sądu Okręgowego w Warszawie. Dwa lata później został wiceprokuratorem Sądu Apelacyjnego w Warszawie.
W procesie brzeskim był jednym z dwóch prokuratorów (wraz z Robertem Rauze). Grabowski najczęściej polemizował z obrońcami oskarżonych, kończył przemowy oskarżycielskie oraz wniósł o skazanie oskarżonych.
Od 16 maja 1936 r. do wybuchu wojny był naczelnym prokuratorem oraz ministrem sprawiedliwości w rządzie Felicjana Sławoja Składkowskiego. Grabowski był brany pod uwagę jako ewentualny premier po dymisji rządu. Jako minister w 1937 r. zwrócił się do niego Wacław Sieroszewski z prośbą o cofnięcie konfiskaty broszury Marii Jahanne Wielopolskiej Biskup Sapieha, gdyż - jego zdaniem - została napisana zgodnie ze stanowiskiem propaństwowym. W marcu 1939 r. wydał polecenie aresztowania Wincentego Witosa, który nielegalnie wrócił do Polski po zajęciu Czech i Moraw przez wojska III Rzeszy. Pod koniec 1939 r. zapowiedział uporządkowanie polskiego stanu prawnego w postaci Zbioru Praw Rzeczypospolitej Polskiej. W tym celu powołał specjalną komisję.
Oprócz funkcji ministra, był także senatorem V kadencji powołanym przez Prezydenta Rzeczypospolitej Polskiej oraz członkiem Klubu Parlamentarnego Obozu Zjednoczenia Narodowego (1938–1939).

### II wojna światowa
We wrześniu 1939 r. Grabowski wraz z rządem po wyjeździe z Warszawy (6/7.09.1939) dotarł najpierw do Lublina, później do Łucka, a następnie Dubna, gdzie wyznaczono siedzibę Ministerstwa Sprawiedliwości. Po agresji ZSRR na Polskę 18 września 1939 w Kutach przekroczył wraz z rządem RP granicę polsko-rumuńską. Został internowany w Slănic Moldova, później zaś w Băile Herculane. 8 listopada zwrócił się do attaché wojskowego w Bukareszcie, płk. Tadeusza Zakrzewskiego, z wnioskiem o przyjęcie do Wojska Polskiego. Otrzymał odmowną decyzję Naczelnego Wodza gen. Władysława Sikorskiego. Nie zgadzając się decyzją, Grabowski napisał pismo do Prezydenta Rzeczypospolitej Polskiej Władysława Raczkiewicza. Odpowiedzi nie było do czerwca 1940 r., gdy zdecydowano o ewakuacji dawnego rządu II RP. Grabowski otrzymał w Bukareszcie paszport na nazwisko Józef Gont i wraz ze Sławojem Składkowskim zostali ewakuowani, najpierw do Turcji, a następnie do Palestyny. W Stambule starał się o zgodę na przyjęcie do wojska brytyjskiego. Po początkowej akceptacji, ostatecznie Anglicy odmówili. Ostatecznie dnia 03.10.1940 r. Sikorski wyraził zgodę na przyjęcie Grabowskiego do wojska w stopniu szeregowca. 14 listopada został przydzielony do Ośrodka Zapasowego Samodzielnej Brygady Strzelców Karpackich w Latrun, gdzie służył w Legii Oficerskiej. Nie trwało to długo, gdyż w marcu 1941 r., podczas posiedzenia Rady Narodowej służba piłsudczyków w Wojsku Polskim została poddana krytyce ze strony ludowców. W konsekwencji, w maju tego roku Grabowski został przeniesiony do tzw. II grupy, a więc oficerów bez przydziału, bez funkcji, ze zmniejszonymi poborami.

### Życie na emigracji
W latach 1943–1945 był prezesem Sądu Okręgowego w Asmarze. Służbę w wojsku ukończył w 1948 r. Następnie otrzymał angaż w brytyjskim Ministerstwie Spraw Zagranicznych w Departamencie Afryki. Dwuletni cywilny kontrakt gwarantował mu stanowisko szefa sądownictwa w okupowanej Erytrei. W 1949 r. otrzymał obywatelstwo brytyjskie.
W latach 1955–1961 był prezesem Wydziału Karnego Sądu Okręgowego w Addis Abebie (Etiopia) i uczestniczył w kodyfikacji prawa etiopskiego.
W kwietniu 1966 r. zrezygnował z pracy i wyjechał do Londynu, gdzie zmarł. Został pochowany na cmentarzu Putney Vale Cementary (kwatera U, grób 1060).

## Życie prywatne[3]
Żonaty był Ireną z domu Konarzewską, która pracowała w USA, m.in. w Sekcji Polskiej Rozgłośni „Głos Ameryki” i współtworzyła Instytut Józefa Piłsudskiego w Ameryce. Z tego małżeństwa narodziła się córka.
Grabowski był wyznania rzymskokatolickiego. Znał języki francuski, rosyjski oraz niemiecki.
Był pasjonatem gry w szachy. Podczas studiów uczestniczył w turniejach uniwersyteckich. Pasję tę rozwijał w latach 30. XX w., będąc członkiem Rady Naczelnej Polskiego Związku Szachowego, a od 1938 r. jego prezesem( dzięki płk. dr. Marianowi Steiferowi). Jedna z jego partii została opublikowana na łamach „Polski Zbrojnej”.

## Ordery i odznaczenia
- Order Korony Rumunii 1 klasy[3]